# 정신역동 심리치료
정신역동 심리치료(Psychodynamic psychotherapy) 혹은 정신역동 치료(psychodynamic therapy), 정신분석 심리치료(psychoanalytic psychotherapy) 혹은 정신분석 치료(psychoanalytic therapy)는 심리 치료(psychological therapy)의 두 범주이다. 주요 목적은 극도의 스트레스나 정서상의 어려움, 혹은 고통 상태 속에서 발생하는 마음 속 내적 갈등이기도 한 내담자의 정신적 긴장(psychic tension)을 줄이고자 내담자의 정신(psyche)에 담긴 무의식적 내용(unconscious content)을 드러내는 것이다. "정신분석 심리치료" 및 "정신역동 심리치료"라는 용어는 상호 교환 가능하지만, 실제로는 구별하여 사용할 수 있다. 정신역동 심리치료는 정신분석 이론에 크게 의존하고 있지만, 기존의 정신분석 치료보다 훨씬 짧은 치료 기간을 채용한다. 정신역동 심리치료의 구체적 실천에 관한 연구는 그것이 증거에 기반한 치료라는 것을 보여준다. 반대로 정신분석학이 사용하는 방법은 고품질의 연구가 없으며 그것의 효과를 주장하기 힘들게 한다.
정신분석 심리치료는 다른 형태의 심층 심리학(depth psychology)보다는 내담자(client)와 치료사(therapist) 간의 대인 관계에 의존한다. 이들은 상당 부분 신뢰(trust) 위에 구축된 강력한 관계를 가져야 한다. 접근 방식에 있어 이러한 치료는, 일주일에 1~2번의 빈도로, 때로는 다른 치료의 빈도만큼, 덜 강렬한 유형의 치료에 적용되는 심리분석을 채용한다. 기법은 지그문트 프로이트(Sigmund Freud), 멜라니 클라인(Melanie Klein), 도널드 위니컷(Donald Winnicott), 해리 건트립(Harry Guntrip), 윌프레드 비온(Wilfred Bion) 등 대상 관계 이론(object relations theory)에 의존한다. 또한 일부 정신역동 치료는 칼 융(Carl Jung), 자크 라캉(Jacques Lacan), 로버트 랑스(Robert Langs)에 의존한다. 개인 심리치료(individual psychotherapy), 단체 심리치료(group psychotherapy), 가족 치료(family therapy)에 사용되는 초점으로, 연구소나 기관에서 이해하고 이들과 공동 작업하고자 한다. 정신의학에서는 적응 장애(adjustment disorder)는 물론 외상후스트레스장애(post-traumatic stress disorder, PTSD)에 사용하지만, 성격 관련 장애 치료에 더 많이 사용한다.

## 역사
정신역동학(psychodynamics)의 원리는 1874년 독일 의사이자 생리학자 에른스트 빌헬름 폰 브뤼케(Ernst Wilhelm von Brücke)의 저서 '생리학 강의{Lectures on Physiology)'에 소개되었다. 폰 브뤼케는 열역학(thermodynamics)에서 단서를 얻어, 모든 유기체는 에너지 보존 법칙(principle of energy conservation)에 지배 받는 에너지 시스템이라고 제시하였다. 같은해, 폰 브뤼케는 비엔나 대학교(University of Vienna)의 의대 1학년생 지그문트 프로이트의 지도교수였다. 훗날 프로이트는 자신이 구축한 인간 정신(human psyche)의 개념화에 도움을 주고자 "역학" 생리학이라는 새로운 구상을 적용하였다. 훗날, 정신역동의 개념과 적용은 칼 융, 알프레드 아들러(Alfred Adler), 오토 랑크(Otto Rank), 멜라니 클라인 등에 의해 발전하였다. 정신역동 치료는 20세기 이래로 내려온 치료 실습 과정의 수정과 함께 정신분석 이론에서 발전하였다.

## 접근법
대부분의 정신역동적 접근법은, 몇몇 부적응적 기능이 활성화되어 있고 이러한 부적응성이 최소한 일부는 무의식 중에 발생한다는 것이 그 핵심이다. 부적응성으로 상정되는 것은 생애 초기에 발전하며, 결국 일상에서 문제를 일으킨다. 정신역동 치료는 증상을 추동하는 이러한 무의식적 갈등을 밝히고 해결하는 것에 초점을 맞춘다. 치료사는 한층 해석을 가하면서도 지시성은 훨씬 약한 역할을 수행한다.
정신분석 치료사가 사용하는 주요 기법은 다음과 같다.
- 자유 연상(Free association) : 내담자에게 자신의 진실한 느낌과 생각을 치료사와 소통하도록 독려한다. 내담자는 안전한 공간이라는 것을 알고 어떠한 판단이나 결과 없이 치료가 시행된다. 이러한 사고 혹은 반응은 아무 연관 없고 비논리적이며 환자에게는 쑥스럽고 당혹스러운 일일 수도 있다. 이는 환자가 표면으로 끌어낼 수 없었던 무의식적 정보, 기억, 충동에 접촉하는데 도움을 주려는 것이다. 의식적 마음으로 끌어온 정보, 기억, 충동은 이후에 해석할 수 있다.[19]
- 꿈 해석(Dream interpretation) : 꿈 분석(dream analysis)이라고도 한다. 내담자는 자신의 꿈을 기록하고 치료사에게 그것을 이야기하거나 전달하며, 자유 연상의 도움을 받기도 한다. 그때 내용(content)은 그 숨겨진 의미, 기저의 동기, 기타 설명이 분석되거나 해석된다.[20]
- 저항 인지(Recognizing resistance) : 이는 저항의 유형에 따라 약간의 변형이 있을 수 있다. 내담자는 자신의 더 나은 도움과 해석에 대한 정보를 견디거나 끊는다. 때로 내담자는 이를 방어 기제로 삼는다. 이는 세 가지 서로 다른 유형의 저항으로 범주화될 수 있다.[21]

첫 번째 저항 유형은 의식적 저항(conscious resistance)이다. 내담자는 시스템에 대한 불신, 치료사, 수치, 해석자의 거절 때문에 필요한 정보에 대한 소통을 하지 않기로 결정한다.
두 번째 저항 유형은 억압 저항(repression resistance) 혹은 자아 저항(ego resistance)이다. 내담자는 수용할 수 없는 사고, 느낌, 행동, 충동을 무의식 속에서 유지하기 위하여 사용한다. 이는 자유 연상동안 사고와 소통을 차단하고 사건을 기억하지 않으려는 환자가 하는 행동이다.
세 번째 저항 유형은 이드 저항(id resistance)이다. 이는 무의식에서 일어나고 이드의 충동으로 추동되는 것이기에 앞의 두 개와는 다르다. 반복강박(repetition compulsion)이라고 하는 다른 상황에서도 트라우마를 반복하는 변화나 치료에 대하여 저항한다. 게다가 환자의 관점, 느낌, 바람을 분석가 또는 치료사에게 전이(transference)하는 것이 있다. 처음에는 이러한 전이가 환자의 삶에 있어 영향력이 강한 다른 인물에게 향한 것이었다. 이는 보통 부모, 형제자매, 기타 중요 인물 등 아동기 초기 인물에 해당한다. 이러한 투사적 관점을 묘사하는 것은 환자가 효과를 재경험하고 설명하고 분석하며, 그 관점이 일으켰을 수도 있는 현재의 고통을 해결하는데 도움되는 것으로 기대된다. 일부 정신분석 접근법에서, 치료 관계(therapeutic relationship)는 내담자가 삶에서 고통받아 온 관계의 어려움을 이해하고 훈습하는 주요 수단으로 간주된다.

## 주요 원리 및 특성
정신역동 심리치료는 다양한 형태가 있지만 일반적으로는 다음과 같다.
- 정신내적 갈등 및 무의식적 갈등과 그것들이 발달과 갖는 연관성의 구심성이 강조된다.
- 갈등의 불쾌한 결과를 피하기 위하여 내적 정신 구조의 발달로서 방어를 확인
- 정신병이 주로 아동기 초기 경험에서 발전한다는 믿음
- 경험의 내적 표상(internal representation)이 대인 관계를 둘러싸고 조직되어 있다는 관점
- 인생에서의 문제와 역동이 내담자-치료사 관계에서 전이와 역전이(counter-transference)로 재등장한다는 것의 확신
- 내적 갈등과 문제 탐색의 주요 방법으로서 자유 연상을 사용함
- 전이, 방어기제, 최근 증상의 해석, 그리고 현존하는 문제에 대한 훈습(working through)에 주목
- 통찰(insight)에 관한 신뢰는 치료 성공에 있어 결정적으로 중요함

## 효능
정신역동 심리치료는 근거 중심 치료(evidence-based therapy)이다. 이후 메타분석을 통하여, 여타 심리치료나 항우울제만큼 효과가 있다거나 그보다 효과가 크다는 결과를 통하여, 정신분석 치료와 정신역동 치료가 효과가 있다는 것이 밝혀졌으나, 이러한 주장 역시 여러 비판을 받아 왔다. 예를 들어, 2012년과 2013년 메타분석에서 정신분석 치료의 효능에 관한 지지 근거가 거의 없어 추후 연구가 필요하다는 결론에 이르렀다.
2009년 장기 정신역동 심리치료(Long Term Psychodynamic Psychotherapy, LTPP)의 체계적 리뷰에서는 전체 효과크기(effect size)가 0.33으로 밝혀졌다. 다른 것에서는 0.44–0.68에 해당한다.
단기 정신역동 심리치료(Short-Term Psychodynamic Psychotherapy, STPP)의 메타분석은 치료가 없는 경우에 비하여 효과 크기가 0.34~0.71에 이르며, 후속 연구에서 다른 치료보다 조금 더 낫다는 것이 밝혀졌다. 다른 리뷰에서는 신체형통증장애(somatic disorders)에 있어 치료를 하지 않은 경우에 비하여 효과 크기가 0.78–0.91로 나타났으며 우울증 치료를 하는 것에서는 0.69로 나타났다. 2012년 '하버드 정신의학 리뷰(Harvard Review of Psychiatry)'가 수행한 집중 단기 역동 심리치료(Intensive Short-Term Dynamic Psychotherapy, ISTDP) 메타분석에 의하면, 대인관계 문제에서 효과 크기가 0.84에 이르고 우울증에서는 1.51을 보였다. 결국 ISTDP는 치료가 없는 경우보다 1.18의 효과 크기를 보였다.
2011년, '미국 정신의학 저널(American Journal of Psychiatry)'에 게재된 한 연구에서는, 정신역동 치료와 비역동 치료 간의 103가지 비교가 이뤄졌고, 그 결과 6개는 우월, 5개는 열등, 28개는 차이 없음, 63개는 적절함으로 평가되었다. 이 연구를 통해, 이것이 "정신역학 심리치료를 "임상적으로 인정 받은" 치료(to make psychodynamic psychotherapy an "empirically validated" treatment)"를 만드는 기반이 될 수 있다는 것이 밝혀졌다. 2017년, 무작위대조시험의 메타분석에서, 정신역동 치료는 인지행동치료(cognitive behavioral therapy)를 포함한 다른 치료만큼 효과가 있다고 밝혀졌다.

## 내담자-치료자 관계
각 환자의 잠재적 심리적 질병에 대한 주관성 때문에, 명백한 치료 접근법은 거의 없다. 대부분 치료사는 환자 특정의 요구를 가장 잘 맞추기 위하여 일반적인 치료법을 다양하게 변형한다. 만약 치료사가 환자의 심리적 질병을 잘 이해하지 못한다면, 환자에게 도움이 되는 치료 구조(treatment structure)를 사용하기로 결정할 가능성은 없다. 따라서 환자-치료사 관계는 반드시 매우 강력해야 한다.
치료사는 환자에게 가능한 열려 있고 솔직해야 한다고 독려한다. 환자는 치료에 들어가면 치료사를 신뢰해야 한다. 치료의 효과는 치료사에게 정보를 주는 환자에게 절대적으로 달려 있기 때문에, 정신역동 치료에 있어 환자-치료사 관계는 거의 모든 유형의 의학적 치료보다도 필수적이다.

## 같이 보기
- 안나 프로이트(Anna Freud)
- 말란의 삼각형(Malan triangles)
- 비정상의 모델(Models of abnormality)
- 자기애성 성격장애
- 정신역동적진단매뉴얼(Psychodynamic Diagnostic Manual)

## 참고문헌
1. ↑  Franz A, French T (1980). 《'Psychoanalytic therapy: principles and application'》 1946. Lincoln: University of Nebraska press. 353쪽. ISBN 9780803259034.
2. ↑  Strupp H, Butler F, Rosser L (1988). “Training in psychodynamic therapy”. 《Journal of Consulting and Clinical Psychology》 56 (5): 689–695. doi:10.1037/0022-006X.56.5.689. PMID 3057007.
3. ↑  Psychoanalytic Council. (2022)
4. ↑  American Psychoanalytical Association (2022). Psychoanalytic Psychotherapy
5. ↑  Psychodynamic psychotherapy - guidetopsychology.com
6. ↑  Novotney, Amy (December 2017). “Psychoanalysis vs. Psychodynamic Therapy”. 《Monitor on Psychology》. 48권 11호 (American Psychological Association). 45쪽. ISSN 1529-4978. 2025년 3월 1일에 확인함.
7. 1 2 3  Shedler J (2010). “The efficacy of psychodynamic psychotherapy”. 《The American Psychologist》 65 (2): 98–109. CiteSeerX 10.1.1.607.2980. doi:10.1037/a0018378. PMID 20141265. S2CID 2034090. 2025년 6월 13일에 원본 문서에서 보존된 문서. 2025년 6월 13일에 확인함.
8. 1 2  de Maat S, de Jonghe F, de Kraker R,  외. (2013). “The current state of the empirical evidence for psychoanalysis: a meta-analytic approach”. 《Harvard Review of Psychiatry》 21 (3): 107–37. doi:10.1097/HRP.0b013e318294f5fd. PMID 23660968.
9. ↑  Granström, Kjell (2006). 《Dynamik i arbetsgrupper》 2판. Lund: Studentlitteratur. 197쪽. ISBN 9789144008523.
10. ↑  Agronin, Marc E.; Maletta, Gabe J. (2006). 《Principles and Practice of Geriatric Psychiatry》 (영어). Lippincott Williams & Wilkins. 423쪽. ISBN 9780781748100.
11. ↑  Corales, Thomas A. (2005). 《Trends in Posttraumatic Stress Disorder Research》 (영어). Nova Publishers. 6쪽. ISBN 9781594541353.
12. ↑  Horacio Etchegoyen: The Fundamentals of Psychoanalytic Technique, Karnac Books ed., New Ed, 2005, ISBN 1-85575-455-X[쪽 번호 필요]
13. ↑  Freedheim, D.K.; DiFilippo, J.M; Klostermann, S. (2015). 《Encyclopedia of Mental Health》 2판. New York: Elsevier. 348–356쪽. ISBN 978-0-12-397753-3.
14. ↑  Horowitz, Mardi J. (1988). 《Introduction to psychodynamics: A new synthesis》. Basic Books.
15. ↑  Kwon, Paul; Lemon, Katherine E. (2000). “Attributional style and defense mechanisms: A synthesis of cognitive and psychodynamic factors in depression”. 《Journal of Clinical Psychology》 56 (6): 723–735. doi:10.1002/(sici)1097-4679(200006)56:6<723::aid-jclp3>3.0.co;2-3. PMID 10877462.
16. ↑  Lerner, H. "Psychodynamic perspectives." The Handbook of Clinical Psychology 1 (2008): 127-160.
17. ↑  Silverman, Lloyd H. (1985). “Research on psychoanalytic psychodynamic propositions”. 《Clinical Psychology Review》 5 (3): 247–257. doi:10.1016/0272-7358(85)90047-9.
18. ↑  “Psychodynamic Therapy vs CBT: Exploring Major 6 Differences”. 《trystressmanagement.com》. 2024년 7월 29일. 2024년 8월 28일에 확인함.
19. ↑  〈Free association〉. 《APA Dictionary of Psychology》. Washington, DC: American Psychological Association. n.d. 2021년 11월 20일에 확인함.
20. ↑  〈Dream Analysis〉. 《APA Dictionary of Psychology》. Washington, DC: American Psychological Association. n.d. 2021년 11월 20일에 확인함.
21. ↑  〈Resistance〉. 《APA Dictionary of Psychology》. Washington, DC: American Psychological Association. n.d. 2021년 11월 20일에 확인함.
22. ↑  〈Conscious resistance〉. 《APA Dictionary of Psychology》. Washington, DC: American Psychological Association. n.d. 2021년 11월 20일에 확인함.
23. ↑  〈Repression resistance〉. 《APA Dictionary of Psychology》. Washington, DC: American Psychological Association. n.d. 2021년 11월 20일에 확인함.
24. ↑  〈Id resistance〉. 《APA Dictionary of Psychology》. Washington, DC: American Psychological Association. n.d. 2021년 11월 20일에 확인함.
25. ↑  〈Transference〉. 《APA Dictionary of Psychology》. Washington, DC: American Psychological Association. n.d. 2021년 11월 20일에 확인함.
26. 1 2 3 4 5 6 7 8 9  Schlesinger, H.J. (2014). “Some Principles Of Generic Psychodynamic Psychotherapy: A Primer For New Psychotherapists” (PDF). 《Mindsplain》. Transcribed by Michael Kinsey, Ph.D. 2020년 8월 4일에 확인함.
27. ↑  Sundberg, Norman (2001). 《Clinical Psychology: Evolving Theory, Practice, and Research》. Englewood Cliffs: Prentice Hall. ISBN 978-0-13-087119-0.[쪽 번호 필요]
28. ↑  Leichsenring F (June 2005). “Are psychodynamic and psychoanalytic therapies effective?: A review of empirical data”. 《The International Journal of Psycho-Analysis》 86 (Pt 3): 841–68. doi:10.1516/rfee-lkpn-b7tf-kpdu. PMID 16096078. S2CID 38880785.
29. 1 2  Leichsenring F, Rabung S (July 2011). “Long-term psychodynamic psychotherapy in complex mental disorders: update of a meta-analysis”. 《The British Journal of Psychiatry》 199 (1): 15–22. doi:10.1192/bjp.bp.110.082776. PMID 21719877.
30. ↑  McKay D (2011). “Methods and mechanisms in the efficacy of psychodynamic psychotherapy”. 《The American Psychologist》 66 (2): 147–8; discussion 152–4. doi:10.1037/a0021195. PMID 21299262.
31. ↑  Thombs BD, Jewett LR, Bassel M (2011). “Is there room for criticism of studies of psychodynamic psychotherapy?”. 《The American Psychologist》 66 (2): 148–9; discussion 152–4. doi:10.1037/a0021248. PMID 21299263.
32. ↑  Anestis MD, Anestis JC, Lilienfeld SO (2011). “When it comes to evaluating psychodynamic therapy, the devil is in the details”. 《The American Psychologist》 66 (2): 149–51; discussion 152–4. doi:10.1037/a0021190. PMID 21299264.
33. ↑  Tryon WW, Tryon GS (2011). “No ownership of common factors”. 《The American Psychologist》 66 (2): 151–2; discussion 152–4. doi:10.1037/a0021056. PMID 21299265.
34. ↑  Leichsenring F, Abbass A, Luyten P, Hilsenroth M, Rabung S (2013). “The emerging evidence for long-term psychodynamic therapy”. 《Psychodynamic Psychiatry》 41 (3): 361–84. doi:10.1521/pdps.2013.41.3.361. PMID 24001160.
35. ↑  Smit Y, Huibers MJ, Ioannidis JP, van Dyck R, van Tilburg W, Arntz A (March 2012). “The effectiveness of long-term psychoanalytic psychotherapy--a meta-analysis of randomized controlled trials”. 《Clinical Psychology Review》 32 (2): 81–92. doi:10.1016/j.cpr.2011.11.003. PMID 22227111.
36. ↑  Anderson, Edward M.; Lambert, Michael J. (1995). “Short-term dynamically oriented psychotherapy: A review and meta-analysis”. 《Clinical Psychology Review》 15 (6): 503–14. doi:10.1016/0272-7358(95)00027-M.
37. ↑  Abbass A, Kisely S, Kroenke K (2009). “Short-term psychodynamic psychotherapy for somatic disorders. Systematic review and meta-analysis of clinical trials”. 《Psychotherapy and Psychosomatics》 78 (5): 265–74. doi:10.1159/000228247. hdl:10072/30557. PMID 19602915. S2CID 16419162.
38. ↑  Driessen E, Cuijpers P, de Maat SC, Abbass AA, de Jonghe F, Dekker JJ (February 2010). “The efficacy of short-term psychodynamic psychotherapy for depression: a meta-analysis”. 《Clinical Psychology Review》 30 (1): 25–36. doi:10.1016/j.cpr.2009.08.010. PMID 19766369. S2CID 21768475.
39. ↑  Abbass A, Town J, Driessen E (2012). “Intensive short-term dynamic psychotherapy: a systematic review and meta-analysis of outcome research”. 《Harvard Review of Psychiatry》 20 (2): 97–108. CiteSeerX 10.1.1.668.6311. doi:10.3109/10673229.2012.677347. PMID 22512743. S2CID 6432516.
40. ↑  Gerber AJ, Kocsis JH, Milrod BL,  외. (January 2011). “A quality-based review of randomized controlled trials of psychodynamic psychotherapy”. 《The American Journal of Psychiatry》 168 (1): 19–28. doi:10.1176/appi.ajp.2010.08060843. PMID 20843868.
41. ↑  Steinert, Christiane; Munder, Thomas; Rabung, Sven; Hoyer, Jürgen; Leichsenring, Falk (2017). “Psychodynamic Therapy: As Efficacious as Other Empirically Supported Treatments? A Meta-Analysis Testing Equivalence of Outcomes”. 《The American Journal of Psychiatry》 174 (10): 943–953. doi:10.1176/appi.ajp.2017.17010057. PMID 28541091.
42. ↑  Leichsenring, Falk; Leibing, Eric (2003). “The Effectiveness of Psychodynamic Therapy and Cognitive Behavior Therapy in the Treatment of Personality Disorders: A Meta-Analysis”. 《American Journal of Psychiatry》 160 (7): 1223–1232. doi:10.1176/appi.ajp.160.7.1223. PMID 12832233.